# Lužec nad Cidlinou
Lužec nad Cidlinou település Csehországban, a Hradec Králové-i járásban. Lužec nad Cidlinou Lišice, Nepolisy, Nový Bydžov és Běrunice településekkel határos. Lakosainak száma 525 fő (2024. január 1.).

## Népesség
A település lakosságának változását az alábbi diagram mutatja:
| Lakosok száma | 993  | 1044 | 1040 | 784  | 625  | 505  | 489  | 501  | 492  | 525  |
|               | 1869 | 1900 | 1921 | 1961 | 1980 | 2011 | 2016 | 2019 | 2021 | 2024 |